# John Gore
Sir John Gore (9. února 1772 Kilkenny, Irsko – 21. srpna 1836 Datchet, Buckinghamshire, Anglie) byl britský admirál. U královského námořnictva sloužil od dětství, vyznamenal se během válek s republikánskou Francií a následně v napoleonských válkách. V roce 1805 byl povýšen do šlechtického stavu a svou kariéru završil v hodnosti viceadmirála jako vrchní velitel britského loďstva v Indii (1831–1834).

## Životopis

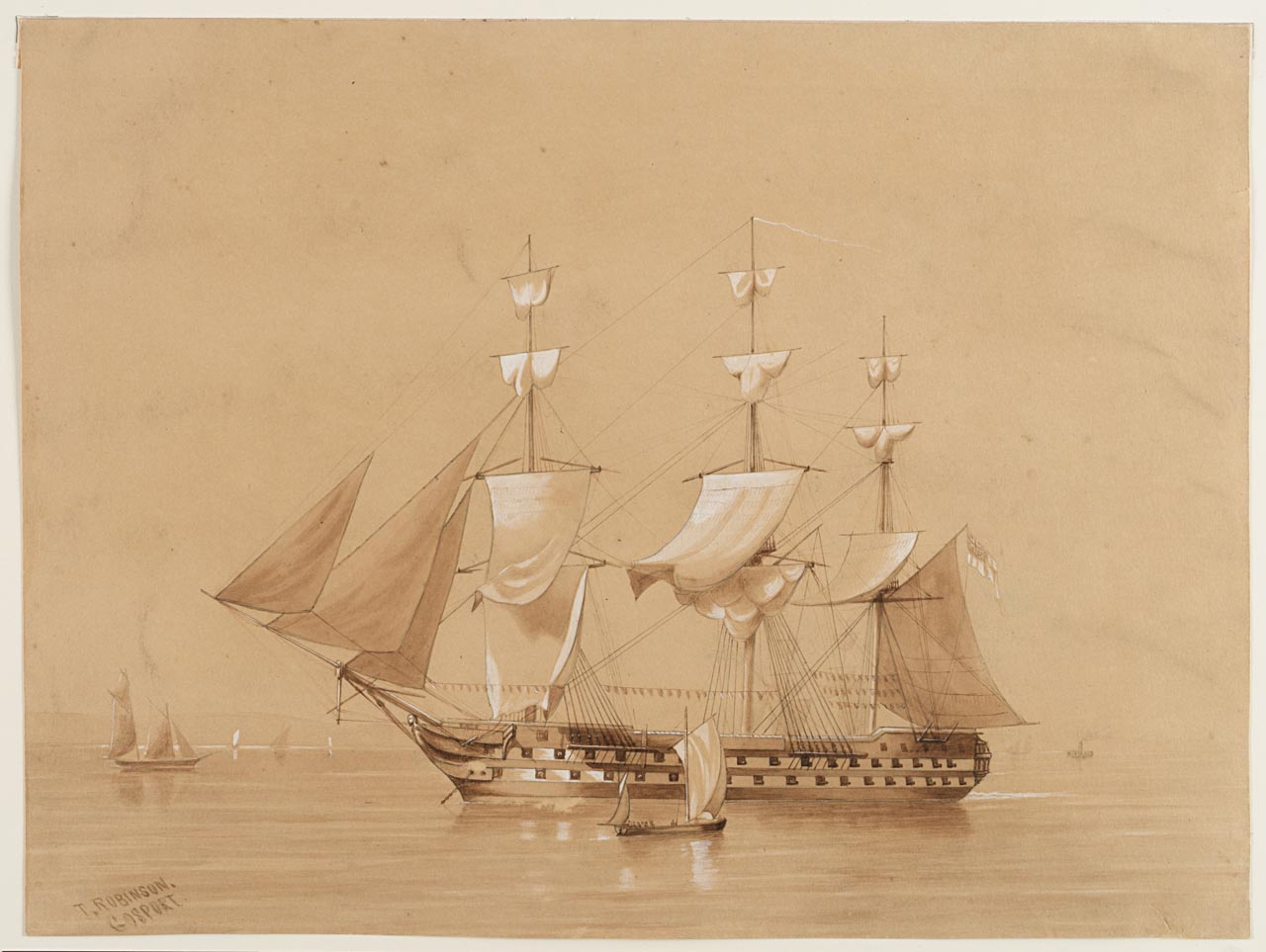
Řadová loď HMS Revenge, vlajková loď kapitána Johna Gore během napoleonských válek (sbírky Národního námořního muzea v Greenwichi)

Pocházel z Irska, narodil se jako mladší syn plukovníka Johna Gore, guvernéra Toweru. K námořnictvu vstoupil již v devíti letech jako kapitánský sluha, službu začínal pod Williamem Cornwallisem v severní Americe a na Jamajce. V rámci války proti USA se zúčastnil několika bitev proti Francii, po krátkém pobytu v Anglii se vrátil na Jamajku a již v roce 1789 byl povýšen na poručíka. Za válek proti republikánské Francii utrpěl vážné zranění do hlavy při obléhání Toulonu (1793), později byl ještě dvakrát zraněn. V roce 1794 dosáhl hodnosti kapitána a dostal pod samostatné velení velkou řadovou loď HMS Windsor Castle s 98 děly a posádkou přes 700 mužů. Pod velením admirála Hothama se vyznamenal v bitvě u Janova (1795). Později se v roce 1799 proslavil zajetím dvou španělských fregat a ziskem kořisti v hodnotě dvou miliónů zlatých. V letech 1801–1804 byl velitelem HMS Medusa, která krátce fungovala jako vlajková loď admirála Nelsona. Po obnovení válečného stavu s Francií v roce 1803 se Gore z vlastní iniciativy připojil ke středomořské flotile admirála Bickertona.
V roce 1805 byl jako nositel Řádu lázně povýšen do šlechtického stavu s nárokem na titul Sir. Téhož roku doprovázel markýze Cornwallise jako nově jmenovaného generálního guvernéra do Indie. Cornwallis však zemřel krátce poté a Gore přepravil jeho ostatky do Anglie. V následujících letech jako velitel HMS Revenge operoval u západních břehů Francie a ve Středozemním moři. V roce 1813 byl povýšen do hodnosti kontradmirála a na konci napoleonských válek obdržel komandérský kříž Řádu lázně (1815). V letech 1818–1821 byl velícím operačním důstojníkem Royal Navy (tzv. Nore Command) a v roce 1825 dosáhl hodnosti viceadmirála. V roce 1827 byl vévodou z Clarence vyslán do Středomoří, kde měl účast na válce za nezávislost Řecka (bitva u Navarina). Nakonec v letech 1831–1834 zastával nově zřízenou funkci vrchního velitele britské námořní základny v Indii a Číně (Commander-in-Chief, East Indies and China Station). Po návratu do Anglie žil na svých statcích v Buckinghamshire, které zakoupil v roce 1825 a nechal přestavět venkovské sídlo Canister House v Datchetu.

## Rodina
V roce 1808 se oženil s Georgianou Montagu (1786–1854), dcerou admirála Georga Montagu. Z jejich manželství pocházely čtyři děti. Jediný syn John sloužil u námořnictva jako poručík a v roce 1835 se nešťastnou náhodou utopil v Indii. Dcera Georgiana byla manželkou generála Charlese Stuarta (1810–1892), další dcera Anne Frances (1817–1877) se provdala za Richarda Curzon-Howea, 2. hraběte Howe (1796–1870), který působil ve dvorských službách a byl nejvyšším komořím královny Adelaidy.
Johnův starší bratr Ralph (1765–1827) byl podplukovníkem v armádě a zemřel v Kanadě, další bratr Arthur sloužil také v armádě a jako brigádní generál padl v závěru napoleonských válek v roce 1814 v Nizozemí.